# Фуад Асланов
Фуад Асланов (Сумгајит, СССР, 2. јануар 1983) је азербејџански боксер који се такмичио у мува категорији (до 51 кг) на Летњим олимпијским играма 2004. у Атини и освојио бронзану медаљу. За олимпијске игре се квалификовао на 3. АИБА Европском квалификационом олимпијском турниру 2004. у Гетеборгу, освајањем другог места.

## Резултати на олимпијском турниру 2004.
- 1. коло  George Rakotoarimbelo — противник није дошао на меч
- 2. коло  Николос Изорија — победа 27:21
- Четвртфинале  Andrzej Rżany — победа 24:23
- Полуфинале  Жером Томас — пораз 18:23

Асланов је поделио треће место са Рахимовим из Немачке
За постигнути успех на Олимпијским играма 2004, указом председника Азербејџана Ихама Алијева је награђен медаљом "Tərəqqi".
Након завршетка спортске каријере постао је боксерски судија.